# Dolam
Przedsiębiorstwo Produkcyjne Podzespołów Elektronicznych „Dolam” – wrocławskie przedsiębiorstwo elektroniczne istniejące od roku 1961, producent między innymi kontaktronów (w tym próżniowych i wysokonapięciowych), lamp mikrofalowych z falą bieżącą, przekaźników i czujników kontaktronowych, czujników hallotronowych i wyświetlaczy LCD. Obecnie część «PIT-Radwar».
W latach 70. i 80. XX w. przedsiębiorstwo «Dolam» należało do Zjednoczenia Przemysłu Elektronicznego «Unitra». Chociaż zjednoczenie już nie istnieje, to przedrostek UNITRA nadal widnieje w nazwie przedsiębiorstwa.
Dawniej przedsiębiorstwo produkowało również jarzeniowe wyświetlacze nixie (np. LC-516, LC-531), a także niektóre typy lamp elektronowych w mniejszych seriach (np. 6P3S, AZ4, DM70). Z elementów półprzewodnikowych również były produkowane cienkowarstwowe hybrydowe układy scalone (seria HLY). W wyświetlacz LCD RPYD-01 tej firmy był wyposażony m.in. kalkulator Elwro 442LC Jacek.
W 2011 został połączony z Przemysłowym Instytutem Telekomunikacji S.A. i wykreślony z KRS. Po przekształceniach prowadzi działalność jako «PIT-RADWAR S.A.»